# Jonathan Hivert
Jonathan Hivert (Chambray-lès-Tours, Indre i Loira, 23 de març de 1985) fou un ciclista francès, professional des del 2006 fins al 2022.
En el seu palmarès destaca la victòria a l'Étoile de Bessèges de 2013, la Volta a Castella i Lleó de 2017 o el Tour de l'Alt Var de 2018, entre d'altres.

## Palmarès
- 2008
  - Vencedor d'una etapa del Circuit de Lorena
- 2010
  - 1r al Gran Premi d'Obertura La Marseillaise
- 2011
  - 1r a la París-Troyes
  - 1r a la Klasika Primavera
  - Vencedor d'una etapa de la Volta a Andalusia
- 2012
  - Vencedor d'una etapa del Tour de Romandia
- 2013
  - 1r a l'Étoile de Bessèges
  - Vencedor de 2 etapes a la Volta a Andalusia
- 2017
  - 1r a la Volta a Castella i Lleó i vencedor d'una etapa
- 2018
  - 1r al Tour de l'Alt Var i vencedor de 2 etapes
  - 1r al Tour de Finisterre
  - Vencedor d'una etapa a la París-Niça
- 2019
  - 1r al Gran Premi Miguel Indurain
  - Vencedor d'una etapa de la Volta a Aragó

### Resultats al Tour de França
- 2009. 154è de la classificació general
- 2011. 97è de la classificació general
- 2013. 151è de la classificació general

### Resultats a la Volta a Espanya
- 2020. 86è de la classificació general